# Estetická skupinová gymnastika
Estetická skupinová gymnastika (ESG) je jedno z odvětví gymnastiky, které je založené na plynulých, rytmických a dynamických pohybech celého těla. Soutěžní skladba je esteticky a tanečně laděná kompozice plná originálních prvků a emocí. Po dobu sestavy musí pohyb plynout. Jednotlivé pohyby na sebe navazují, jako kdyby jeden pohyb vycházel přímo z pohybu přecházejícího. Sestavy obsahují různé pohyby těla, rovnováhy, obraty, skoky, poskoky, taneční kroky a zvedačky. Gymnastky musí v sestavě prokázat dostatečnou ohebnost, rychlost, sílu a především ladnost. Soutěžní družstvo se skládá z 4–15 gymnastek. Choreografie je v souladu s hudebním doprovodem a pomocí pohybů vyjadřuje příběh. Estetickou skupinovou gymnastiku lze charakterizovat jako umění, výraz a pocity spojené do vysokoúrovnostního soutěžního sportu.

## Historie
Estetická skupinová gymnastika je sice mladým gymnastickým odvětvím, ale svůj původ může najít v základním principu přirozeného plynulého pohybu, který rozvíjeli už v antickém Řecku. V moderní historii se původ estetické skupinové gymnastiky odvozuje od zdravotní gymnastiky, která vznikala ve Finsku.
Více než sto let se ESG šířila po státech severní Evropy (Švédsko, Dánsko, Estonsko...), kde se vyvíjela do dnešní podoby. V roce 1996 byla ESG uznána jako závodní sport na mezinárodní úrovni a stejného roku v Helsinkách ve Finsku se konaly první mezinárodní závody v seniorské kategorii. První mistrovství světa ve stejné kategorii se uskutečnilo v roce 2000. Mistrovství světa se několikrát konalo také v České republice, a to konkrétně v Praze v roce 2002, v Plzni v roce 2005 a v Brně v roce 2010 a 2016.
Mezinárodní federace estetické skupinové gymnastiky (International Federation Aesthetic group Gymnastics) byla založena v říjnu 2003.

## Soutěžní kategorie
Mezinárodní federace estetické skupinové gymnastiky ustanovila 5 základních věkových kategorií, ve kterých se závodí na mezinárodní úrovni a podléhají mezinárodním pravidlům, která vystavuje Mezinárodní federace ESG.
- Seniorky (16 let a více)
- Juniorky (14–16 let)
- Děti 12–14 let
- Děti 10–12 let
- Děti 8–10 let

Jelikož je ESG poměrně náročný sport, je potřeba, aby dívky začínaly trénovat již ve velmi útlém věku. Proto Český svaz estetické skupinové gymnastiky vytvořil další dvě dětské kategorie, aby i mladší děvčata mohla předvést své dovednosti. V těchto kategoriích se soutěží na národní úrovni a řídí se národními pravidly, která vydává Český svaz ESG.
- Děti 8 let a mladší
- Baby 6 let a mladší

U většiny kategorií platí, že 2 členky družstva mohou být o jeden rok mladší nebo o jeden rok starší než je stanovená věková hranice.

## Pravidla

### Soutěžní družstvo
Soutěžní družstvo se skládá ze čtyř až dvanácti nominovaných gymnastek. Náhradnice se počítá jako členka družstva. Pro každý závod během roku platí, že oddíl může na závodní plochu vyslat šest až deset gymnastek z dvanácti nominovaných gymnastek.  V dětských kategoriích tvoří soutěžní družstvo šest až čtrnáct gymnastek.

### Hudební doprovod
Hudební doprovod je volný. Může se jednat o zpívanou i čistě instrumentální hudbu. Neplatí žádná omezení. Hudba by ovšem měla odpovídat věkové kategorii, měla by podporovat choreografii a měla by měnit rychlost a intenzitu.
Povolená délka hudebního doprovodu je 2 min 15 s až 2 min 45 s. U dětských kategorií má hudební doprovod délku 2 min až 2 min 30 s.

### Povinné prvky
Každá soutěžní skladba je originál a záleží pouze na choreografovi a trenérovi, jaká bude výsledná podoba skladby. Ovšem v pravidlech jsou předepsány skupiny povinných prvků, které musí být do sestavy zařazeny. Výběr konkrétního prvku z nabídky v pravidlech je opět na choreografovi, ale musí odpovídat věku a výkonnosti gymnastek. Jednotlivé skupiny povinných prvků a jejich počet se mírně lišší podle věkových kategorií. 
Povinné prvky musí bezchybně předvést všechny gymnastky družstva ve stejný čas, v kánonu nebo krátkém časovém úseku.
Základní skupiny povinných prvků jsou:
- pohyby těla – vlny, swingy (švihové pohyby), klony, uvolnění, výpad,
- rovnovážné pohyby,
- skoky a výskoky,
- pohyby paží,
- pohyby nohou,
- série kroků a poskoků,
- pohyblivost – rozsahové prvky,
- kombinované série rozdílných pohybových skupin.

### Hodnocení
Výsledná známka za předvedenou soutěžní skladbu má tři části.
Technická hodnotaZnámka je vypočítána na základě předvedení povinných prvků a bonusových obtížností. Maximální bodový zisk je 6 bodů.
Umělecká hodnotaHodnotí se gymnastická kvalita kompozice, struktura kompozice a umělecký dojem. Maximální bodový zisk jsou 4 body.
ProvedeníZ celkové hodnoty 10 bodů se odečítají jednotlivé srážky za nepřesné nebo špatné provedení jednotlivých prvků a pohybů v sestavě.
Známku uděluje porota, která se skládá ze tří panelů vyškolených rozhodčích:
kompozice – technická hodnota (TV)panel sestaven ze 3–4 rozhodčích
kompozice – umělecká hodnota (AV)panel sestaven ze 3–4 rozhodčích
provedení (Exe)panel sestaven ze 3–4 rozhodčích.
Známky z jednotlivých panelů se sesbírají, nejvyšší a nejnižší známka se škrtne a výsledná známka je průměrem zbývajících. Takto získané tři dílčí výsledné známky se sečtou a dostane se celková známka.